# Edison Pérez Núñez
Edison Peréz Núñez (Lima; 14 de abril de 1936) es un exárbitro peruano de fútbol.

## Trayectoria
Fue 17 años árbitro FIFA y hasta la fecha, tiene el ŕecord de ser el único árbitro en disputar cinco veces la final de la Copa Libertadores de América (1974, 1975, 1978, 1980 y 1983). También fue juez de línea en las semifinales de 1971, 1977 y la de la misma edición 1983.
En el ámbito internacional, arbitró el partido entre Suecia 0-0 Bulgaria, que fue en la Copa Mundial de Alemania 1974. Posteriormente, estuvo en dos encuentros de la Copa América 1979 y la final de vuelta de la Copa América 1983.